# Raški prelom
Raški prelom je potresno aktiven prelom v Sloveniji. Leži v smeri SZ–JV (t. i. dinarska smer) in poteka vzporedno 25 km jugozahodno od Idrijskega preloma. Podobno kot pri Idrijskem prelomu se prelomna ploskev spušča proti severovzhodu. Vzdolž preloma prevladujejo desni zmiki. V Sloveniji se prelom razteza od Nove Gorice (Anhovega) na severozahodu do Ilirske Bistrice na jugovzhodu. Na Hrvaškem se zlije v Ilirskobistriško-Vinodolski prelom, ki je poleg Raškega preloma glavni dejavnik seizmološke dejavnosti v ilirskobistriški potresni coni. Najmočnejši potres na tem območju se je zgodil leta 1916 JV od Reke z magnitudo 5,8; v novejši zgodovini pa še potres v Ilirski Bistrici 1956 in potres v Ilirski Bistrici leta 1995.
Po prelomu teče reka Raša. Ravna struga in objekti ob Vremščici razmejujejo prelom. Najbolj izpostavljeni izdanki preloma so pri Senožečah in so ohranjeni kot naravna dediščina državnega pomena. Potresna aktivnost je skoncentrirana na Snežniku. Prelom je v pleistocenu ali pliocenu v Ilirskobistrškem bazenu povzročil nastanek Ilirskobistriškega fosilnega plazu, ki je eden največjih tovrstnih na svetu z dimenzijami približno 20 km2 površine ter 5 km3 prostornine z debelino med 200 in 250 m.